# 徳島地方合同庁舎
徳島地方合同庁舎（とくしまちほうごうどうちょうしゃ）は、徳島県徳島市徳島町城内にある行政施設。

## 施設
- 1F - 徳島労働局
- 2F - 徳島地方法務局
- 3F - 徳島地方法務局
- 4F - 徳島労働局
- 5F - 徳島行政評価事務所、徳島保護観察所
- 6F - 徳島地方法務局

## 入居機関
- 徳島労働局
- 徳島地方法務局
- 徳島行政評価事務所
- 徳島保護観察所

## 交通
- JR徳島駅より徒歩約5分。
- 徳島市営バス「体育館前」または「合同庁舎前」停留所下車すぐ。